# 8.
◄ | 1. stoljeće pr. Kr. | 1. stoljeće | 2. stoljeće | ►
◄ | 20-ih pr. Kr. | 10-ih pr. Kr. | 0-ih pr. Kr. | 0-ih | 10-ih | 20-ih | 30-ih | ►
◄◄ | ◄ | 5. | 6. | 7. | 8. | 9. | 10. | 11. | ► | ►►
Astronomija • Književnost • Kršćanstvo

## Događaji
- U Batonskim ratu Breuci su potpuno poraženi na rijeci Batinus (najvjerojatnije Bosna)

## Vanjske poveznice
|  | Zajednički poslužitelj ima još gradiva o temi 8. |